# Bakkeveen
Bakkeveen est un village situé dans la commune néerlandaise d'Opsterland, dans la province de la Frise. Son nom en frison est Bakkefean. Le 1er janvier 2008, le village comptait 1 961 habitants.

## Histoire
Le village a été mentionné pour la première fois en 1231 à propos de la Croisade drentoise (nl). Pendant la guerre de Quatre-Vingts Ans, le village fut détruit par les Espagnols. L'actuel Bakkeveen a été créé pour l'extraction de tourbe en 1660.

### Exécutions à Allardsoog en 1945
Avec neuf autres artistes, l'artiste Hendrik Werkman (nl) a été abattu par un peloton d'exécution allemand à Allardsoog, près de Bakkeveen, le 10 avril 1945, trois jours avant la libération du nord des Pays-Bas. Les raisons de son arrestation et de son exécution n'ont jamais été totalement éclaircies. Il est enterré au cimetière de Bakkeveen. Près du village, à Allardsoog, se trouve un monument à la mémoire des dix victimes.

## Personnalités
- Tjeerd Halbes (1748-1800), homme politique néerlandais